# Ranunculus aucheri
Ranunculus aucheri är en ranunkelväxtart som beskrevs av Pierre Edmond Boissier. Ranunculus aucheri ingår i släktet ranunkler, och familjen ranunkelväxter. Inga underarter finns listade i Catalogue of Life.